# Odweyne
Odweyne (somaliska: Oodweyne) är en stad i västra Somaliland. Den är huvudort i regionen Daadmadheedh. 

## Översikt
Odweyne är huvudstad i Odweynedistriktet och ligger mellan Burco och Hargeisa i den västra delen av Daadmadheedhregionen. Placeringen av staden gjorde den till en strategisk plats under den somaliska revolutionen (1986-1992), och den var en viktig bas för somaliska nationella arméns (SNA) trupper. År 1989 var staden skådeplats för hårda strider mellan regeringstrupper och somaliska nationella rörelsens (SNM) milismän.

## Demografi
Oodweyne har en befolkning på cirka 6.700 invånare. Det bredare Oodweyne Distrikten har en total befolkning på 42.031 invånare 